# Exterior nit
Exterior Nit (originalment en italià, Esterno notte) és una minisèrie del 2022 dirigida per Marco Bellocchio, basada en el segrest d'Aldo Moro. S'ha subtitulat al català.
Protagonitzada per Fabrizio Gifuni, representa el segon producte del director basat en els fets de 1978, després de Buongiorno, notte de 2003.

## Sinopsi
El 16 de març de 1978, dia en què el nou govern encapçalat per Giulio Andreotti es disposava a rebre el suport del Parlament, el cotxe d'Aldo Moro, president dels demòcrates cristians, va ser interceptat i bloquejat a la via Mario Fani a Roma per un nucli armat de les Brigades Roges.

## Repartiment

### Personatges principals
- Aldo Moro, interpretat per Fabrizio Gifuni.
- Eleonora Moro, interpretada per Margherita Buy.
- Papa Pau VI, interpretat per Toni Servillo.
- Francesco Cossiga, interpretat per Fausto Russo Alesi.
- Adriana Faranda, interpretada per Daniela Marra.
- Valerio Morucci, interpretat per Gabriel Montesi.
- Giulio Andreotti, interpretat per Fabrizio Contri.
- Benigno Zaccagnini, interpretat per Gigio Alberti.
- Pasquale Macchi, interpretat per Antonio Piovanelli.
- Domenico Spinella, interpretat per Pier Giorgio Bellocchio.
- Franco Ferracuti, interpretat per Luca Lazzareschi.
- Cesare Curioni, interpretat per Paolo Pierobon.
- Agostino Casaroli, interpretat per Renato Sarti.
- Mario Moretti, interpretat per Davide Mancini.
- Sacerdot Santa Chiara, interpretat per Bruno Cariello.

### Personatges secundaris
- Maria Fida Moro, interpretada per Aurora Peres.
- Agnese Moro, interpretada per Eva Cela.
- Giovanni Moro, interpretat per Michele Eburnea.
- Anna Moro, interpretada per Gloria Carovana.
- Enrico Berlinguer, interpretat per Lorenzo Gioielli.
- Corrado Guerzoni, interpretat per Sergio Albelli.
- Antonio Mennini, interpretat per Alessio Montagnani.
- Steve Pieczenik, interpretat per Tim Daish.
- Oreste Leonardi, interpretat per Alfredo Angelici.
- Giovanni Leone, interpretat per Nello Mascia.
- Nicola Lettieri, interpretat per Vito Facciolla.
- Emanuele De Francesco, interpretat per Duccio Camerini.
- Giuseppe Parlato, interpretat per Michele Sinisi.
- Raffaele Giudice, interpretat per Paolo Serra.
- Giulio Grassini, interpretat per Giovanni De Giorgi.
- Luigi Zanda, interpretat per Jacopo Cullin.
- Lanfranco Pace, interpretat per Emmanuele Aita.
- Prospero Gallinari, interpretat per Giandomenico Cupaiuolo.

## Distribució
Es va estrenar al públic com a pel·lícula a l'edició 2022 del Festival Internacional de Cinema de Canes. Posteriorment, la primera part es va estrenar als cinemes italians a partir del 18 de maig de 2022, mentre que la segona es va estrenar el 9 de juny del mateix any.
A més, es va emetre com a minisèrie de televisió, formada per sis episodis, els dies 14, 15 i 17 de novembre a la cadena Rai 1 i a partir del 17 de desembre a Netflix.

### Episodis
| 1 | "Aldo Moro"                 | Marco Bellocchio | Marco Bellocchio, Giovanni Bianconi, Stefano Bises, Ludovica Rampoldi i Davide Serino | 14 de novembre de 2022 |  |  |
|   |                             |                  |                                                                                       |                        |  |  |
| 2 | "Il ministro degli interni" | Marco Bellocchio | Marco Bellocchio, Giovanni Bianconi, Stefano Bises, Ludovica Rampoldi i Davide Serino | 14 de novembre de 2022 |  |  |
|   |                             |                  |                                                                                       |                        |  |  |
| 3 | "Il Papa"                   | Marco Bellocchio | Marco Bellocchio, Giovanni Bianconi, Stefano Bises, Ludovica Rampoldi i Davide Serino | 15 de novembre de 2022 |  |  |
|   |                             |                  |                                                                                       |                        |  |  |
| 4 | "I terroristi"              | Marco Bellocchio | Marco Bellocchio, Giovanni Bianconi, Stefano Bises, Ludovica Rampoldi i Davide Serino | 15 de novembre de 2022 |  |  |
|   |                             |                  |                                                                                       |                        |  |  |
| 5 | "Eleonora"                  | Marco Bellocchio | Marco Bellocchio, Giovanni Bianconi, Stefano Bises, Ludovica Rampoldi i Davide Serino | 17 de novembre de 2022 |  |  |
|   |                             |                  |                                                                                       |                        |  |  |
| 6 | "La fine"                   | Marco Bellocchio | Marco Bellocchio, Giovanni Bianconi, Stefano Bises, Ludovica Rampoldi i Davide Serino | 17 de novembre de 2022 |  |  |
|   |                             |                  |                                                                                       |                        |  |  |